# Peine de mort en Oregon
En Oregon, la peine de mort est légale bien que sous moratoire actuellement.
La première exécution organisée par le territoire eut lieu en 1850[réf. nécessaire]. Elle est brièvement abolie de 1914 à 1920, après un référendum d'initiative populaire.
La pendaison est en usage jusqu'en 1931. La première exécution par chambre à gaz eut lieu en 1939 et cette méthode fut employée jusqu'en 1962. La peine capitale fut supprimée de la législation de l'État en 1964 et rétablie en 1984. Depuis, l'Oregon a procédé deux exécutions par injection létale, en 1996 et 1997, l'injection létale reste à ce jour la seule méthode applicable dans l'Oregon.
L'Oregon est le seul espace au monde où cohabitent les deux formes de mort légale que sont la peine de mort et le suicide assisté. La peine de mort y a été abolie puis rétablie à deux reprises par référendum. Les analystes estiment que l'Oregon n'exécutera pas de non-volontaire avant longtemps bien que des accusés continuent de plaider coupable sous menace d’une condamnation à mort et d’être ainsi en échange, condamnés à la perpétuité réelle.
L'ordre d'exécution est signé par le juge au moins quarante-cinq jours à l'avance, les exécutions ont lieu à minuit. Le droit de grâce appartient au gouverneur de l'Oregon. Les exécuteurs requièrent l'anonymat et les témoins doivent accepter de ne pas faire leur description physique aux médias.
En 2011, le gouverneur démocrate John Kitzhaber a imposé un moratoire qui était encore en vigueur en 2018.
Le 13 décembre 2022, la gouverneure, Kate Brow, a commué toutes les condamnation de peine de mort de l'Oregon en prison à vie.

## Exécutions depuis 1978
Les exécutions ont lieu à Salem, à l'Oregon State Penitentiary (en).
| # | Criminel       | Date             | Méthode(s)       | Crime(s)                                                                                  | Gouverneur     |
| - | -------------- | ---------------- | ---------------- | ----------------------------------------------------------------------------------------- | -------------- |
| 1 | Douglas Wright | 6 septembre 1996 | Injection létale | Meurtre entre 1969 et 1991 de sept personnes, dont celui d'un enfant après l'avoir violé. | John Kitzhaber |
| 2 | Harry Moore    | 16 mai 1997      | Injection létale | Meurtre en 1992 de sa demi-sœur et de son ex-mari en leur tirant dessus.                  | John Kitzhaber |

## Sources
- (en) Site internet de l'administration pénitentiaire de l'Oregon
- (en) La peine de mort en Oregon